# باول مارتن (لاعب كرة مضرب)
باول مارتن (بالإنجليزية: Paul Martin)‏ هو لاعب كرة مضرب ورسام توضيحي أمريكي، ولد في 6 يونيو 1883 في نيويورك في الولايات المتحدة، وتوفي في 19 مارس 1932 في أوسينينغ في الولايات المتحدة.